# Jean Benjamin Stora
Jean Benjamin Stora, né le 10 octobre 1934 à Constantine en Algérie, est un professeur émérite français, doyen honoraire de la Faculté du groupe HEC depuis janvier 2000. Il est aussi psychanalyste, psychosomaticien et psychologue. 
Ses recherches en psychosomatique et sa pratique clinique menées depuis 1975, l'ont amené à proposer une nouvelle approche psychosomatique : la « psychosomatique intégrative » qui est fondée sur une approche croisée en psychanalyse, neurosciences et médecine. Ses travaux ont fait l’objet de publications scientifiques et universitaires.

## Biographie
De sa première formation, Jean Benjamin Stora est docteur en droit, (spécialité droit musulman, plus spécifiquement droit malékite, acquise dans la dernière année d'études de droit - Paris 1960) et docteur es sciences économiques - (Paris 1964) - thèse sur l'accumulation du capital. Il a commencé sa carrière d'économiste comme professeur associé à l'Université de Washington (1965), puis de retour en France a été recruté comme professeur à HEC, responsable du Département d'environnement de l'entreprise en octobre 1967 dans le nouveau corps professoral permanent. De 1967 à décembre 1999, il a enseigné la psychanalyse (théorie) et la psychologie des différences culturelles dans la filière anglophone qu'il avait créée pour former les managers se destinant à une carrière internationale. Il a aussi enseigné la stratégie d'entreprise et les finances publiques dans la filière « Management public ». Cet enseignement l'a conduit à devenir maître de conférences à l'ENA de septembre 1970 à juillet 1979. Il est devenu membre du comité central d'enquêtes sur le coût et le rendement des services publics (nommé par décret de 1978) auprès du Premier ministre et du Premier président de la Cour des comptes,.
En 1981, son orientation devient psychanalytique, puis psychosomatique. Il a présidé l'Institut de psychosomatique « Pierre Marty » ( IPSO) de 1989 à 1992. De 1993 à janvier 2015, il est consultant de psychosomatique au GHU La Pitié-Salpêtrière dans le service d'endocrinologie et dans le centre de prévention de l'athérosclérose et des maladies cardio-vasculaires du professeur Éric Bruckert et enseigne un cours de psychosomatique, département de psychologie clinique et de psychopathologie de l’Université de Paris 8, dans le cadre du DESS de psychologie clinique. De 1995 à 2005, il enseigne les techniques de psychanalyse et de psychothérapie à l'université de Paris VIII, et préside la Société française de médecine psychosomatique. En octobre 2004, il crée le Diplôme universitaire de psychosomatique intégrative, psychanalyse, médecine et neurosciences à Paris 8, qui sera repris en octobre 2006 à la Faculté de médecine de La Pitié-Salpêtrière (Université de Paris 6, Pierre et Marie Curie) avec les professeurs Marc-Olivier Bitker et Jean-François Allilaire.
Il a effectué de nombreuses recherches sur le stress professionnel et ses conséquences sur la santé des managers ainsi que des recherches cliniques et épidémiologiques psychosomatiques de patients somatiques (conséquences psychiques des greffes d'organes). Il poursuit à l'heure actuelle une recherche sur le cancer du sein en collaboration avec l'Institut Curie (recherche commencée en 2010). Il est le président en exercice de la Société de Psychosomatique Intégrative, au sein de laquelle il crée en 2015 la " Nouvelle École de Psychosomatique ", en écho à " L'École de Psychosomatique de Paris " fondée par Pierre Marty en 1960 à la Pitié- Salpêtrière.

## Œuvre
Dans son livre paru en 1999 Quand le corps prend la relève  il propose une nouvelle approche psychosomatique intégrant dans un modèle global, la psychanalyse, la médecine et les neurosciences. La psychosomatique intégrative propose d’établir, à la lumière des progrès réalisés en psycho-neuro-endocrinologie, psycho-neuro-immunologie et neuro-psychanalyse, les relations entre les fonctions organiques et le psychisme. Cette théorie dépassant le clivage psyche-soma, s'appuie sur deux idées force : « L’être humain constitue une unité psychosomatique », et « Toutes les maladies sont psychosomatiques car elles intègrent toujours un facteur psychique ». Selon J. B. Stora, l’appareil psychique, décrit par Sigmund Freud, participerait  à l'évolution des maladies, aux côtés des quatre autres systèmes de régulation de l'organisme : le système nerveux central (SNC), le système nerveux autonome (SNA) sympathique et parasympathique, le système immunitaire et enfin le système génétique ou génome. Dans une situation  difficile l’appareil psychique (le mental), gère mentalement les évènements de manière à faire face au stress pour protéger l’organisme. Mais en cas de stress aigu ou prolongé, le mental peut se trouver débordé. Les quatre autres systèmes de régulation vont alors « prendre la relève » pour conserver l’équilibre émotionnel, mais au prix d'une fatigue pouvant générer des déséquilibres : les maladies. Le développement d’une maladie intègre donc des facteurs physiques, psychiques, et environnementaux à retrouver dans les contextes  familial, social, culturel et économique.

## Publications
- Le Stress, Presses Universitaires de France (8° édition, 2010), première édition 1991.
- Quand le corps prend la relève, stress, traumatismes et maladies somatiques, Odile Jacob, 1999,
- Vivre avec une greffe, accueillir l'autre, Odile Jacob, 2005,
- La Neuro-psychanalyse, Presses Universitaires de France, 2006.
- (en)When the body displaces the mind, préface de Mark Solms, éd. Karnac, Londres, 2007.
- Neuropsychanalyse, controverses et dialogues, MJW-Féditions, 2011
- Nouvelle approche de la Psychosomatique, 9 cas cliniques, MJW-Féditions, 2013. Cet ouvrage sera publié à Londres par Karnac en mars 2015 sous le tire A New Body-Mind approach, clinical cases.
- 15 cas de thérapies psychosomatiques - Comment soigner les malades, non simplement leurs maladies , Hermann, 2019.